# Lanzenneunforn
Lanzenneunforn è una frazione del comune svizzero di Herdern, nel Canton Turgovia (distretto di Frauenfeld).

## Storia

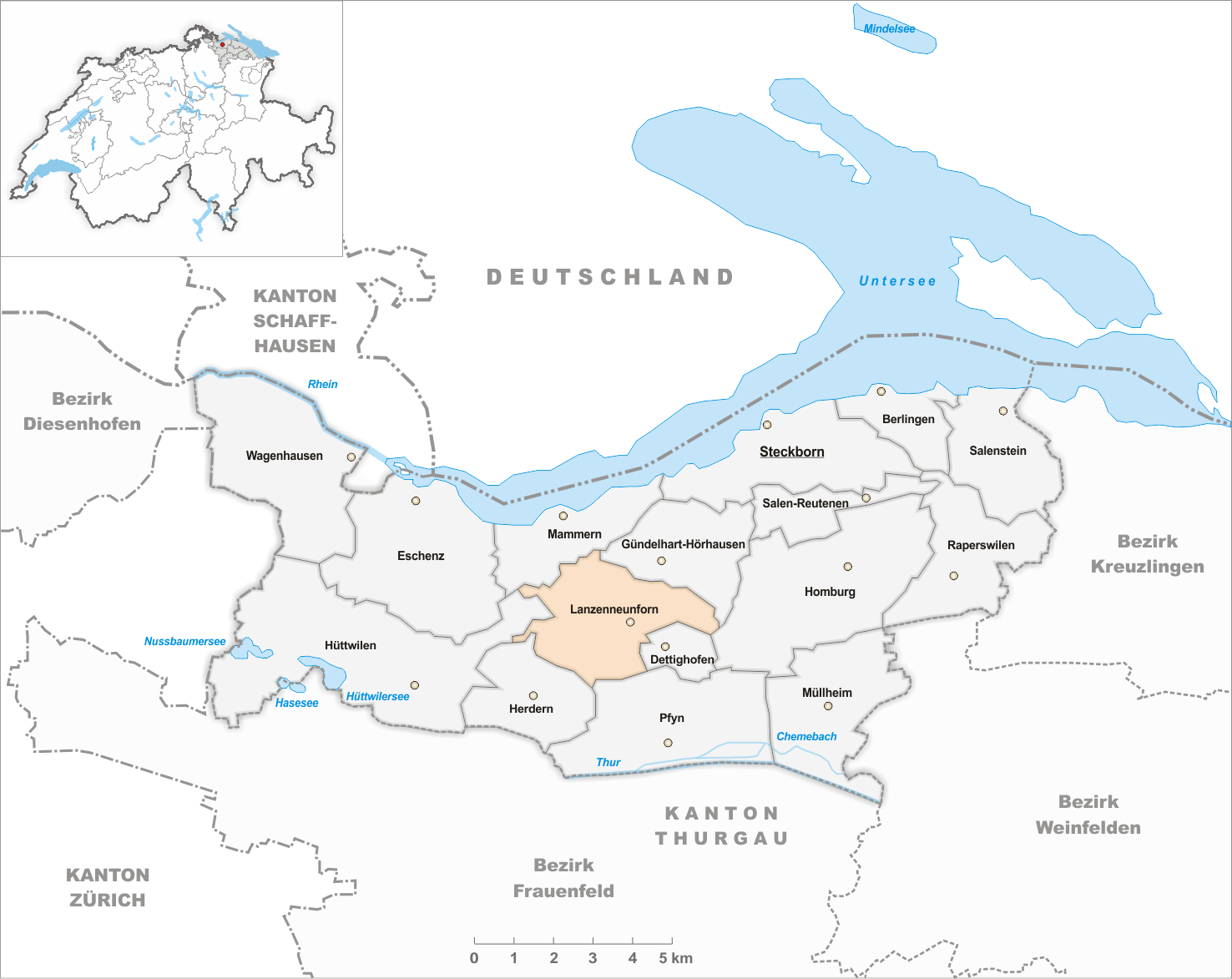
Il territorio del comune di Lanzenneunforn prima degli accorpamenti comunali del 1998

Già comune autonomo (Ortsgemeinde), istituito nel 1816 per scorporo da quello di Pfyn, che apparteneva al distretto di Steckborn e che comprendeva anche le frazioni di Ammenhausen, Kugelshofen, Schweikhof e Wilen, nel 1998 è stato accorpato al comune di Herdern.

## Monumenti e luoghi d'interesse

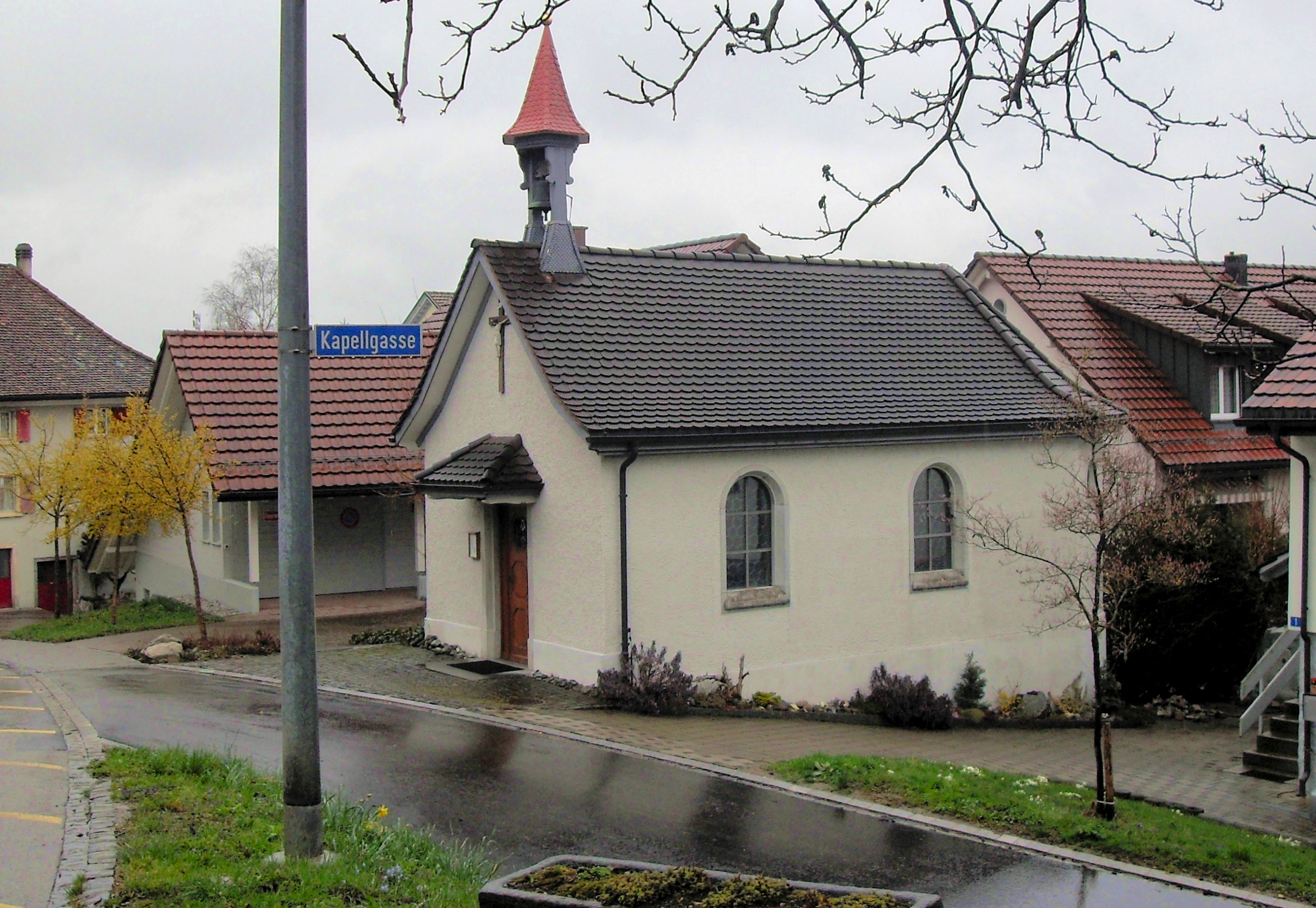
La cappella cattolica

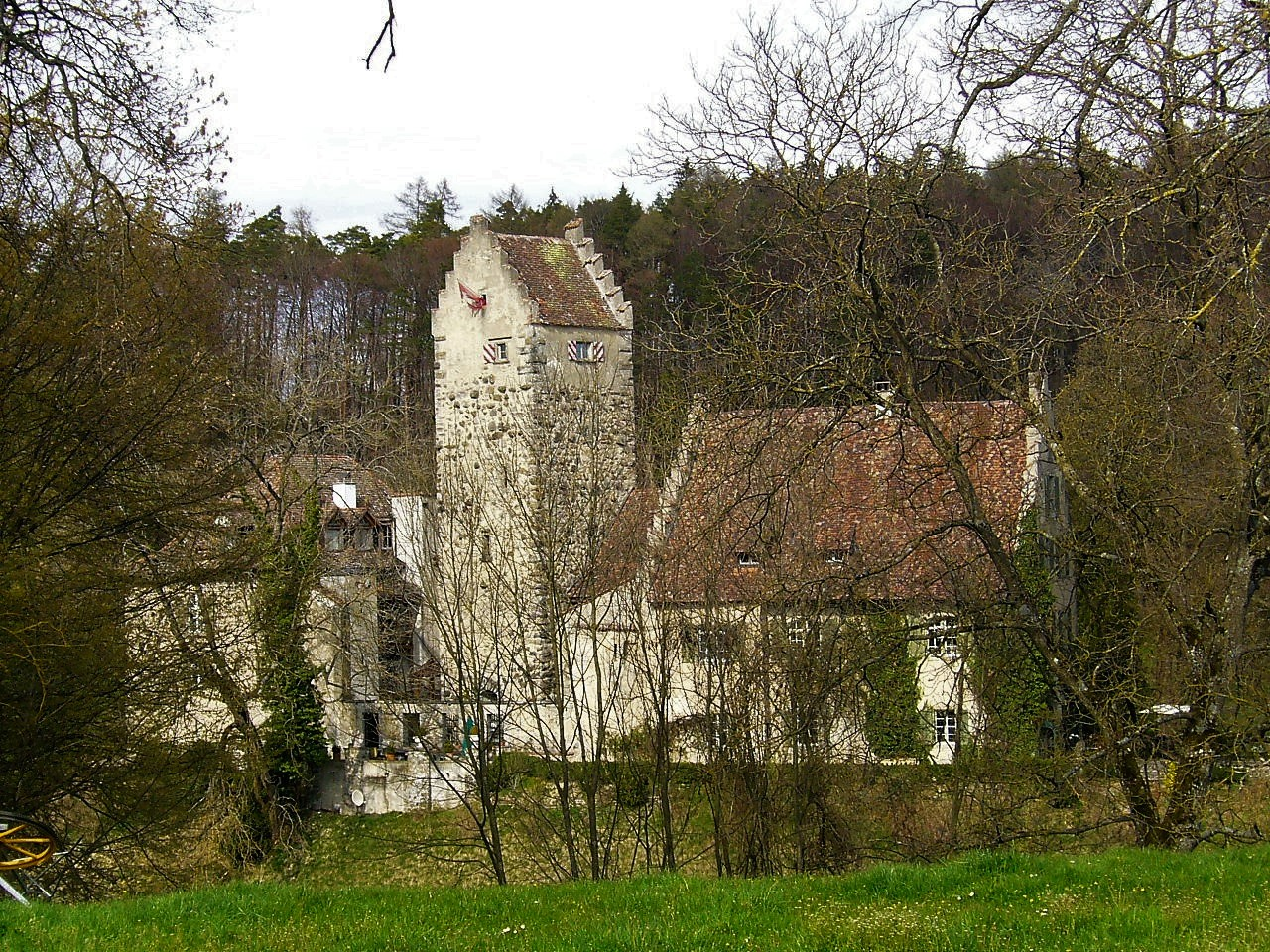
Il castello di Liebenfels

- Cappella cattolica, eretta nel 1740 circa[2];
- Castello di Liebenfels[2].

## Società

### Evoluzione demografica
L'evoluzione demografica è riportata nella seguente tabella:
Abitanti censiti

## Amministrazione
Ogni famiglia originaria del luogo fa parte del cosiddetto comune patriziale e ha la responsabilità della manutenzione di ogni bene ricadente all'interno dei confini della frazione.